# Czarny dzień w Black Rock
Czarny dzień w Black Rock (ang. Bad Day at Black Rock) – amerykański kryminał z 1955 roku w reżyserii Johna Sturgesa. Scenariusz filmu powstał na podstawie opowiadania Howarda Breslina.

## Opis fabuły
W miasteczku Black Rock zatrzymuje się pociąg po raz pierwszy od 4. lat. Wysiada z niego John J. Macreedy – jednoręki weteran wojenny. Przybył tu aż z Los Angeles by wręczyć medal przyznany za zasługi wojenne synowi Komoko, japońskiego farmera. Od tej pory mieszkańcy odnoszą się do niego z dystansem, a nawet wrogością. Gdy dojeżdża w miejsce zamieszkania Komoko, zastaje szczątki spalonego domu. Macreedy odkrywa mroczną tajemnicę skrywaną przez mieszkańców miejscowości.

## Obsada
- Spencer Tracy – John J. Macreedy
- Robert Ryan – Reno Smith
- Anne Francis – Liz Wirth
- Dean Jagger – szeryf Tim Horn
- Walter Brennan – dr T.R. Velie Jr.
- John Ericson – Pete Wirth
- Ernest Borgnine – Coley Trimble
- Lee Marvin – Hector David
- Russell Collins – pan Hastings (telegrafista)
- Walter Sande – Sam (właściciel kawiarni)

## Nagrody (wybrane)
Oscary za rok 1955
- Najlepsza reżyseria – John Sturges (nominacja)
- Najlepszy scenariusz – Millard Kaufman (nominacja)
- Najlepszy aktor – Spencer Tracy (nominacja)

Nagrody BAFTA 1955
- Najlepszy film z jakiegokolwiek źródła (nominacja)

MFF w Cannes 1955
- Złota Palma dla najlepszego aktora – Spencer Tracy